# 몬테네그로 올림픽 위원회
몬테네그로 올림픽 위원회(몬테네그로어: Црногорски олимпијски комитет / Crnogorski olimpijski komitet)는 몬테네그로의 국가 올림픽 위원회이다. IOC 코드는 MNE이다. 본부는 포드고리차에 있으며 유럽 올림픽 위원회에 소속되어 있다.
2006년에 설립되었으며 2007년에 국제 올림픽 위원회의 승인을 받았다. 19개 국가 하계 스포츠 종목 연맹과 1개 국가 동계 스포츠 종목 연맹이 소속되어 있으며 몬테네그로의 스포츠 발전을 담당한다. 또한 올림픽, 유러피언 게임, 유럽 소국 경기 대회를 비롯한 국제 스포츠 대회에 참가하는 몬테네그로의 선수들을 대표한다.

## 같이 보기
- 올림픽 몬테네그로 선수단